# Pieninen-Nationalpark (Slowakei)
Der Pieninen-Nationalpark (slowakisch Pieninský národný park, Abk. PIENAP) ist ein Nationalpark in der Slowakei. Er bedeckt die slowakische Seite des Gebirges Pieninen (slowakisch Pieniny) und ist mit einer Fläche von 37,49 km² der kleinste der neun slowakischen Nationalparks. Die Größe der Schutzzone beträgt jedoch 223,68 km² und bedeckt einen großen Teil der Region Zamagurie. Der Park wurde am 16. Januar 1967 gegründet und schließt an den schon in den 1930er Jahren gegründeten Nationalpark auf der polnischen Seite an. Der Sitz der Verwaltung befindet sich in der Gemeinde Červený Kláštor.

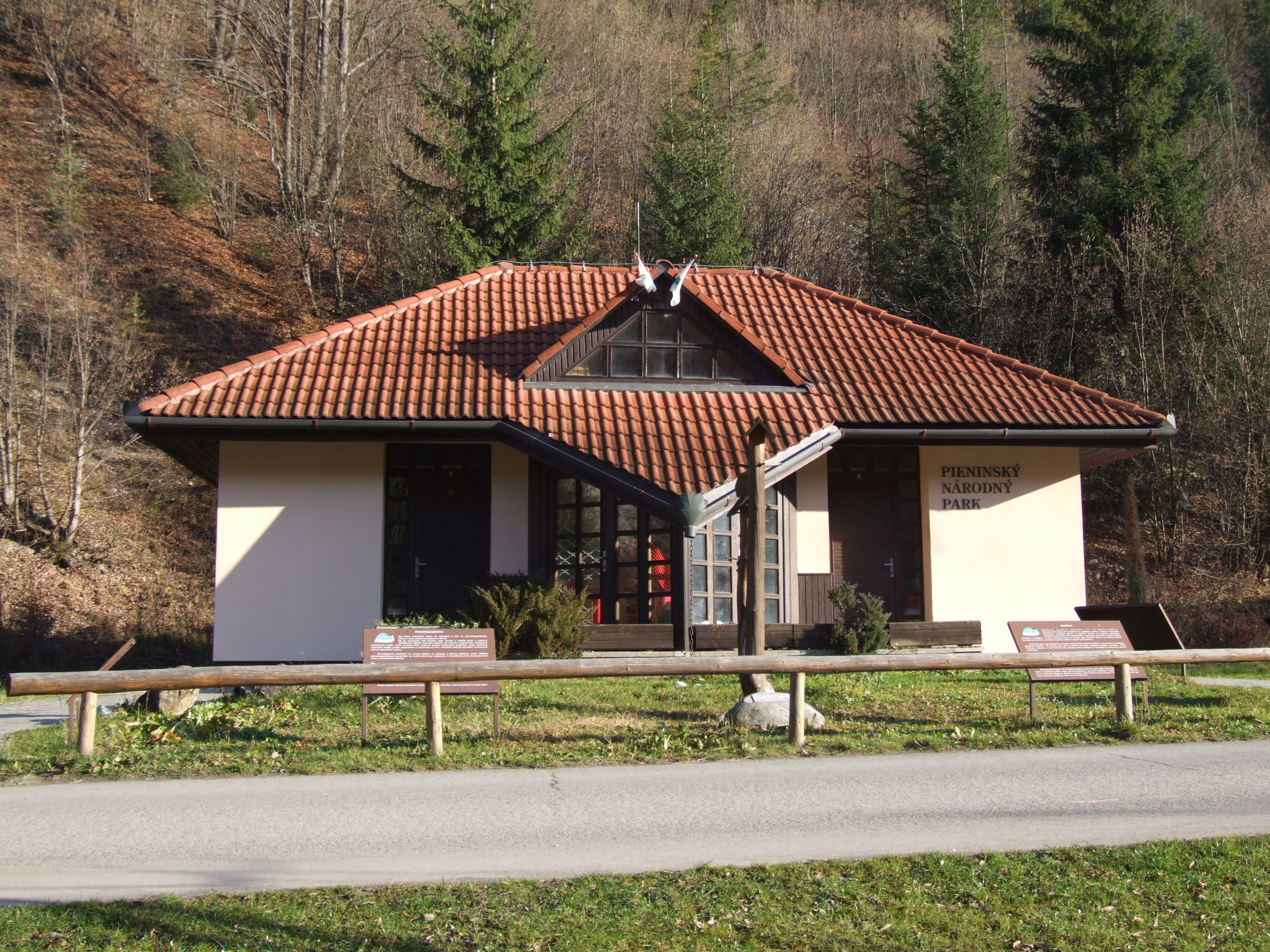
Informationszentrum der PIENAP-Verwaltung

Der Nationalpark befindet sich im politischen Bezirk Prešovský kraj in den Okresy Kežmarok und Stará Ľubovňa in der traditionellen Landschaft Zips (slowakisch Spiš). Der höchste Berg ist die Vysoké skalky (1050 m n.m.) an der Grenze bei Lesnica. Im Dunajec-Durchbruchstal steht die Holica (828 m n.m.); sie ist etwas niedriger als der berühmte Berg Trzy Korony (982 m n.m.) auf der polnischen Seite.
Die berühmteste Sehenswürdigkeit des Parks ist der Grenzfluss Dunajec, der durch die Pieninen in einem Durchbruchstal verläuft. Dort gibt es viele Möglichkeiten zum Wandern. Auf dem Fluss wird Flößerei betrieben. Kurz vor dem Abfluss des Dunajec in das polnische Territorium mündet der Bach Lesnický potok, der ebenfalls in einem fast 300 Meter tiefen Durchbruchstal fließt.
Aber auch kulturlandschaftlich hat der Nationalpark etwas zu bieten. Das Kloster Červený Kláštor (deutsch Rotes Kloster) in der Gemeinde Červený Kláštor, ein ehemaliges Kartäuser-, später Kamaldulenser-Kloster, ist heute Standort eines Museums. Die Gemeinde Lesnica ist ein Tor zum Nationalpark. Weiter westlich in der Schutzzone liegt das goralische Dorf Osturňa, das aufgrund vieler erhaltener goralischer Gebäude zum Volksarchitekturreservat erklärt wurde.
Von den besonders geschützten Gebieten blieb nach einer neuen Zonierung in vier Zonen im Jahr 2004 nur das nationale Naturdenkmal Aksamitka (seit 1979), eine Karst-Höhle, übrig. Bis zur Auflösung waren folgende Gebiete besonders geschützt:
- Národné prírodné rezervácie (NPR, Nationale Naturdenkmale)

Haligovské skaly (63,11 ha, 1967–2004)
Prielom Dunajca (360,15 ha, 1967–2004)
Prielom Lesnického potoka (31,87 ha, 1967–2004)
- Prírodné rezervácie (PR, Naturreservate)

Kamienska tisina (20,27 ha, 1996–2004)
Seit 2004 gehört ein 13,01 km² großes Gebiet zu den Natura-2000-Gebieten (Code: SKUEV0337).